# 胡景伊
胡 景伊（こ けいい）は、清末、中華民国の軍人。川軍（四川軍、四川派）の指導者の1人。字は文瀾。

## 事跡

### 清末の事跡
製塩業を営む家庭に生まれた。1901年（光緒27年）、官費により日本へ軍事留学に向かう。成城学校に入学し、その後、陸軍士官学校の歩兵科で学んだ。同期には、蔡鍔や蒋方震がいる。留学中に、藍天蔚らとともに拒俄学生軍を組織し、軍国民教育会に参加した。
1904年（光緒30年）に帰国し、四川総督錫良から四川陸軍武備学堂管堂委員兼教習に任命され、中下級の軍官を訓練した。1907年（光緒33年）、錫良が雲貴総督に異動して昆明に赴任すると、胡もこれに随従する。胡は、督練処参議官、雲南陸軍小学・雲南陸軍講武堂総弁等の役職をつとめた。1909年（宣統元年）、広西巡撫に赴任した沈炳堃の招聘により、胡は広西省に異動して新軍協統に任命された（この当時、広西省には新軍は1協しか存在しなかった）。

### 四川の実権を掌握
1911年（宣統3年）秋、武昌起義に呼応して広西省の革命派が蜂起すると、胡景伊が広西都督に推挙された。ところが、胡には反清の意思が無かったため、上海へ逃亡し、その後四川省に戻っている。1912年（民国元年）2月、四川省南部で、北進してきた滇軍（雲南軍、雲南派）と川軍（双方とも革命派の軍隊）の間で紛争が発生する。滇軍とも深い縁を持つ胡景伊がこれを調停し、衝突を回避した。まもなく、胡景伊は四川都督尹昌衡の招聘を受けて成都入りし、全川陸軍軍団長に任命された。同年7月、チベット軍討伐に向かった尹の要請により、胡は北京の袁世凱から護理（代理）四川都督に任命された。
これ以降、胡景伊は尹昌衡を追い落として四川の実権を握ろうと謀り、袁世凱に接近してその権威を借りようとした。9月、袁世凱により四川民政長張培爵が北京へ召還され、胡が民政長を兼任した。1913年（民国2年）6月、袁は胡を四川都督に正式に任命し、尹は川辺経略使へ異動させられた。この人事に怒った尹は辞職する。それからまもなく、尹は胡により逮捕され、完全に失脚した。同年の二次革命（第二革命）でも、胡は当然ながら袁を支持し、熊克武ら革命派を鎮圧した。1914年（民国3年）6月、胡は威武将軍に任命され、四川軍務を督理した。

### 失脚、その後
しかし、胡景伊は親袁世凱派であるとはいえ出自は北洋系ではなかったため、袁はやはり胡に全面的な信頼を寄せなかった。1915年（民国3年）2月、北洋系の陳宧（かつて、四川で胡の上司でもあった）が北洋軍を率いて四川省に入った。そして同年6月、陳が正式に四川督軍に任命されると、胡は北京へ召還されてしまう。胡は、毅武将軍兼参政院参政という名目だけの地位に異動させられた。
以後、何度か四川省での復権を画策したが、ことごとく失敗する。後に重慶に寓居した。国民参政会参政員などはつとめたものの、軍政から事実上引退していたと見てよい。1950年、重慶で死去。享年73。